# 방콕 기독교 대학
방콕 기독교 대학(Bangkok Christian College)은 방콕 실롬의 금융 지구에 있는 사립 남학교이다. 이 학교는 현재 태국에서 가장 명망 있는 학교 중 하나로 오랫동안 큰 명성을 얻고 있다.
방콕 기독교 대학은 미국 장로교 선교사들에 의해 1852년 9월 30일에 설립되었다. 또한 태국에서 가장 오래된 학교이기도 하다. 원래 톤부리에 위치 했던 학교는 1902년에 방락 지역으로로 이전했다.
현재 학교에는 태국인과 외국인을 포함한 약 400명의 교수진과 12개 학년, 6,000명의 학생이 있다. 또한 기독교 학교지만 학생의 약 5%만이 기독교인이다. 재학중인 대부분의 학생들은 불교도로 알려져 있지만 학교의 명성으로 인해 다른 종교를 지닌 학생들에게도 학교는 큰 인기를 갖고 있다.